# Maroua
Maroua é uma cidade dos Camarões localizada na província de Extremo Norte. Maroua é a capital do departamento de Diamaré.